# 태평백화점

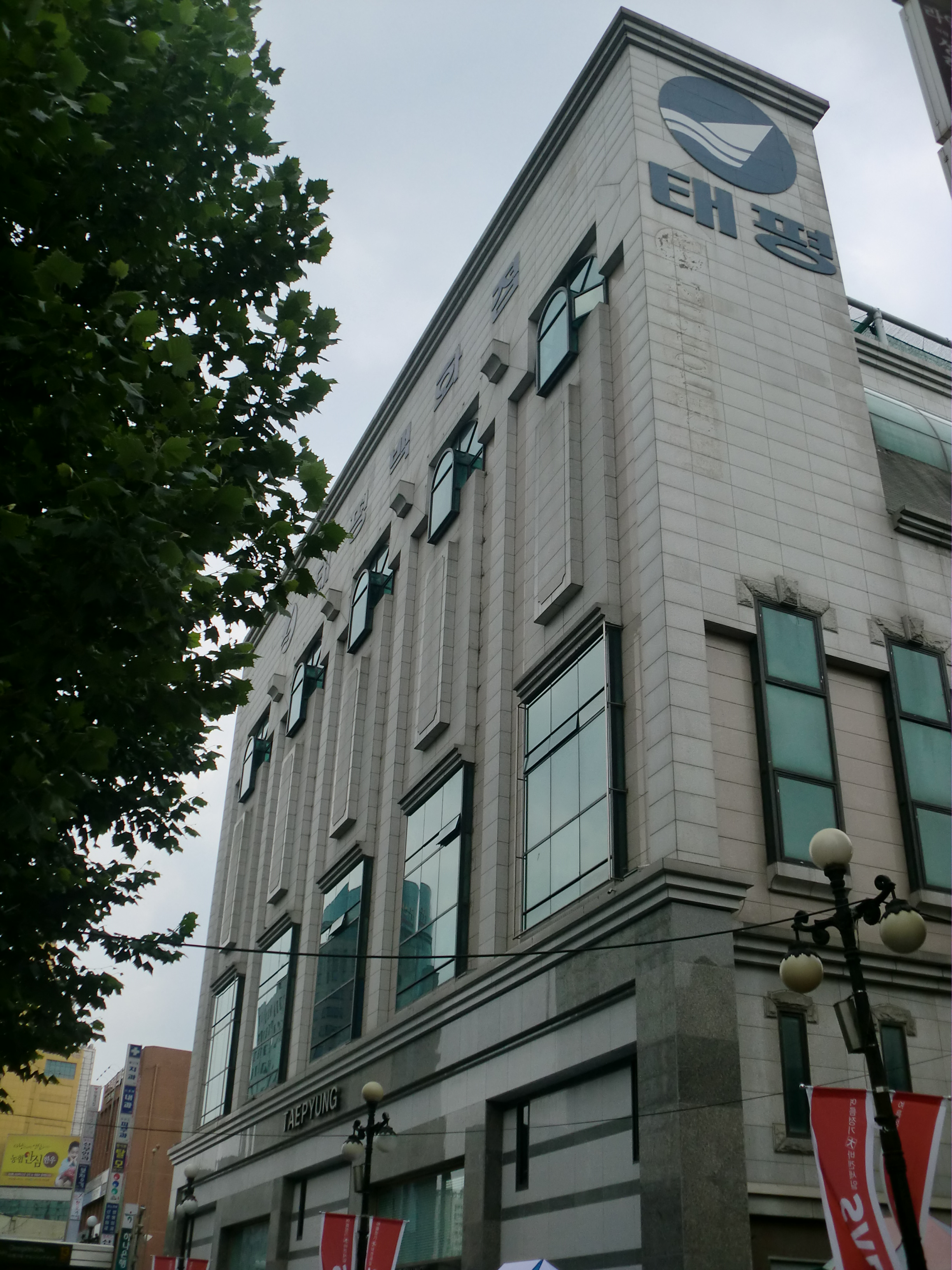
태평백화점 (당시 태평데파트) 본점

태평백화점은 서울특별시 동작구 동작대로 115 (사당2동)에 위치하였던 백화점으로, 1992년 12월 4일에 개점하였다가 개점 29년 만인 2021년 10월 31일에 폐업하였다.